# Укроп (неологізм)

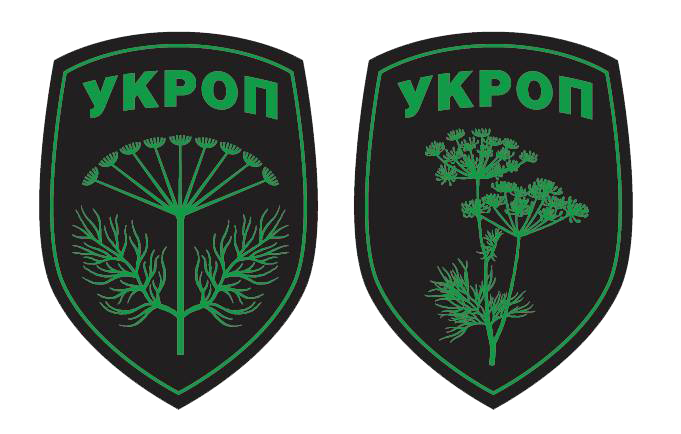
Нарукавний шеврон «Укроп»

«Укроп» (укр. кріп) — російськомовний неологізм, інтернет-мем, зневажлива назва українців. В російських шовіністичних колах використовується для визначення належності особи до українського патріотичного руху. У 2014—2015 роках неофіційно та нечисельно використовувався окремими українськими військовими в зоні АТО як саркастичний та тотемний символ. Вперше представлений Президентом України Петром Порошенком у Маріуполі на початку вересня 2014. Автор першого дизайну — художник Андрій Єрмоленко. Надалі дизайн символу був перероблений на партійну символіку і втратив популярність у війську.

## Історія використання

### В російських шовіністичних колах
Неологізм вперше з'явився в колах агресивних російських шовіністів як образливе прізвисько українських патріотів, що походить від скороченого «укропітек». В оригіналі мав негативний зміст[джерело?].
Під час війни на сході України використовувався як прізвисько представників українських силових структур. Вперше щодо військових термін був застосований Стрєлковим-Ґіркіним як шифр-код під час радіоперемовин з представниками терористичних ДНР та ЛНР.

### В Україні
Використовувався на власний розсуд окремими військовими як тотемний символ в значенні «УКРаїнський ОПір», окремі військові застосовували нарукавні шеврони з малюнком кропу, але значного поширення символ не отримав.
З часом термін став популярним серед частини суспільства, переважно російськомовних, та набув поширення як назва однойменного політичного проєкту, дизайн символу був перероблений, після чого символ втратив популярність у війську.
Коментуючи використання політиками відомого логотипу, позаштатний радник міністра інформаційної політики та народний депутат Олександр Бригинець зазначив, що, на його думку:

## Цікаві факти
У Facebook існувала спільнота Укроп з 25 000 учасників, яка в травні 2015 році була видалена адміністрацією мережі через розміщення світлини на підтримку кримських татар.